# Hoch- und Übergangsmoore von nationaler Bedeutung im Kanton Zug
Hier sind die Hoch- und Übergangsmoore von nationaler Bedeutung im Kanton Zug aufgelistet. Diese Hoch- und Übergangsmoore im Kanton Zug sind in der Schweiz durch Bundesverordnung geschützt und Teil des Bundesinventars der Hoch- und Übergangsmoore von nationaler Bedeutung (französisch Ordonnance sur la protection des hauts-marais et des marais de transition d’importance nationale, italienisch Ordinanza concernente la protezione delle torbiere alte e delle torbiere di transizione di importanza nazionale).

## Definition
Allgemein sind Moore von Wasser geprägte Lebensräume. Unter diesen Lebensräumen gibt es auch solche, die zwar keine Moore darstellen, aber auch feuchtigkeitsgebundene Pflanzengesellschaften beherbergen wie etwa Auenwälder, Schwimmblattgesellschaften, Unterwasser- und Quellfluren. In den Mooren herrscht infolge eines erschwerten Wasserabflusses ständig oder während der meisten Zeit des Jahres ein Wasserüberschuss und Sauerstoffmangel. Letzterer führt zur Torfbildung. Charakteristisch für Hochmoore ist es, dass ihre Oberfläche infolge des Torfwachstums über den Grundwasserspiegel hinaus gestiegen ist. Hier werden die Pflanzen, die in den obersten Torfschichten wurzeln, nur durch nährstoffarmes Regenwasser gespiesen.
Für die Aufnahme ins Bundesinventar der Hoch- und Übergangsmoore waren drei Kriterien entscheidend: Erstens müssen Torfmoose vorhanden sein. Zweitens müssen zudem mindestens eine klassische hochmooranzeigende Gefässpflanze oder drei weitere hochmoorbewohnende Arten beobachtbar sein. Und drittens muss die zusammenhängende Hochmoorfläche mindestens 625 m² umfassen.

## Schutzziele
Ziel der Hochmoorverordnung sind der Schutz der Hoch- und Übergangsmoore, die Erhaltung und Förderung der standortheimischen Pflanzen- und Tierwelt und ihrer ökologischen Grundlagen sowie die Erhaltung der geomorphologischen Eigenart. Die Gebiete sind offiziell ausgewiesene Schutzgebiete in Natur- und Landschaftsschutz.

## Internationale Koordination

### Internationales Präfix
Die Europäische Umweltagentur (European Environment Agency) koordiniert die Daten der europäischen Mitglieder. Die inventarisierten Hoch- und Übergangsmoore von nationaler Bedeutung der Schweiz führen in der internationalen Datenbank den Code «CH02».

### IUCN-Kategorie
Die Hoch- und Übergangsmoore von nationaler Bedeutung in der Schweiz sind in der IUCN-Kategorie Ia registriert. Diese umfasst Reservate, die hauptsächlich zu Forschungszwecken und zum Schutz von Wildnisarealen geschützt sind. Primär dienen sie der Erhaltung der Biodiversität und als notwendige Referenzareale für die wissenschaftliche Arbeit und das Umweltmonitoring.

## Herkunft Daten
Die Aufstellung entspricht der Liste im Anhang 1 zur Hochmoorverordnung des Bundes, die am 1. Februar 1991 in Kraft trat und 2017 zum letzten Mal aktualisiert wurde. Von dort stammen die Nummer des Objekts, die Angabe zur Fläche, zur Standortgemeinde und zum Jahr der Ausweisung sowie der Link zum Kartenausschnitt Swisstopo und die Geokoordinaten, die auf der Basis der Schweizer Landeskoordinaten mittels Umrechnungstool NAVREF des Bundesamtes für Landestopografie in einen internationalen Standard transformierbar sind. Von der Common Database on Designated Areas der International Union for Conservation of Nature and Natural Resources (IUCN) stammen die Angabe zur IUCN-Kategorie und der CDDA-Sitecode mit dem Link zu deren Karte.

## Liste der Hoch- und Übergangsmoore
| Objekt-Nummer (Link: Swisstopo) | Objektbezeichnung Name des Gebiets            | Standort- gemeinde(n)                       | CDDA-Sitecode (Link: WDPA)   | Fläche in ha                   | Koordinate            | Jahr der Ausweisung   | Bild oder             |
| ------------------------------- | --------------------------------------------- | ------------------------------------------- | ---------------------------- | ------------------------------ | --------------------- | --------------------- | --------------------- |
| 118                             | Häglimoos                                     | ZG: Steinhausen ZH: Kappel am Albis, Knonau | 8.488264 47.214263, 8.488264 | 7,06 (ZG: 0,99 ZH: 6,07)       | ⊙                     | 1991                  | oder                  |
| 170                             | Eigenried/Birchried/Kellersforen/Früebüelmoos | Walchwil, Zug                               | 148891                       | 92,36                          | ⊙                     | 1991, rev. 2017       | oder                  |
| 171                             | Vorderer Geissboden                           | Zug                                         | 148885                       | 5,80                           | ⊙                     | 1991, rev. 2017       | oder                  |
| 172                             | Zigermoos                                     | Unterägeri                                  | 148884                       | 10,49                          | ⊙                     | 1991                  | oder                  |
| 173                             | Chnoden/Heumoos                               | Walchwil                                    | 148899                       | 6,66                           | ⊙                     | 1991                  | oder                  |
| 174                             | Im Fang                                       | Unterägeri                                  | 148895                       | 3,49                           | ⊙                     | 1991                  | oder                  |
| 175                             | Moor zwischen Büel und Blattwald              | Neuheim                                     | 148852                       | 0,64                           | ⊙                     | 1991                  | oder                  |
| 176                             | Egelsee                                       | Menzingen                                   | 148810                       | 8,48                           | ⊙                     | 1991, rev. 2017       | oder                  |
| 177                             | Chälenmoor                                    | Menzigen                                    | 148859                       | 1,98                           | ⊙                     | 1991                  | oder                  |
| 178                             | Blimoos                                       | Unterägeri                                  | 148896                       | 5,42                           | ⊙                     | 1991                  | oder                  |
| 179                             | Chäsgaden                                     | Unterägeri                                  | 148894                       | 1,33                           | ⊙                     | 1991                  | oder                  |
| 189                             | Brämenegg/Furen                               | Oberägeri                                   | 148888                       | 17,04                          | ⊙                     | 1991, rev. 2017       | oder                  |
| 190                             | Moore beim Chlausechappeli                    | Menzingen, Oberägeri                        | 148881                       | 6,13                           | ⊙                     | 1991                  | oder                  |
| 191                             | Breitried                                     | Oberägeri                                   | 168341                       | 8,04                           | ⊙                     | 1991                  | oder                  |
| 303                             | Altmatt-Biberbrugg                            | ZG: Oberägeri SZ: Einsiedeln, Rothenthurm   | 148883                       | 356,99 (ZG: 107,10 SZ: 249,89) | ⊙                     | 1991                  | oder                  |
| 369                             | Wissenbach                                    | Oberägeri                                   | 347620                       | 2,94                           | ⊙                     | 2003                  |                       |
| 530                             | Tännlimoos/Hintercher-Moos/Muserholz          | Menzingen                                   | 148864                       | 3,84                           | ⊙                     | 1991                  | oder                  |
| 531                             | Moor nördlich Schwandegg/Twaerfallen          | Menzigen                                    | 148873                       | 4,40                           | ⊙                     | 1991, rev. 2017       | oder                  |
| 532                             | Neugrundmoor/Würzgarten                       | Menzigen                                    | 148874                       | 6,85                           | ⊙                     | 1991                  | oder                  |
| 533                             | Moor im Hürital                               | Unterägeri                                  | 148897                       | 3,21                           | ⊙                     | 1991                  | oder                  |
| 540                             | Tubenloch/Hünggi                              | Unterägeri                                  | 148889                       | 5,68                           | ⊙                     | 1991                  | oder                  |
| 573                             | Schindellegi                                  | Zug                                         | 148880                       | 1,10                           | ⊙                     | 1991                  | oder                  |
| 22                              | Objekte insgesamt                             | Objekte insgesamt                           | Objekte insgesamt            | 00,00                          | ha gesamte Moorfläche | ha gesamte Moorfläche | ha gesamte Moorfläche |